# Listă de planoare românești
Aceasta este o listă de planoare construite în România, cât și întreprinderile care au construit aceste planoare.
Notă: Orice aeronavă poate să planeze pentru o perioadă scurtă de timp, dar planoarele sunt proiectate să gliseze mai mult timp.

## Diverși constructori români

### Întreprinderi constructoare de planoare
Aceasta este o listă ce cuprinde întreprinderi din România, care au construit și reparat planoare, în perioada de după cel de-al Doilea Război Mondial.
- IAR - (Industria Aeronautică Română - Brașov, din 1925 până în 1968, 1990 - prezent);
- ICA-Brașov - (Întreprinderea de construcții aeronautice - Brașov (Ghimbav), 1968-1989) [3];
- ICAR-București - (Întreprinderea de construcții aeronautice românești - București, din 1932)[4]
- IFIL - (Întreprinderea forestierǎ de industrializare a lemnului - Reghin, din 1950 până în 1957), ulterior redenumită CIL - Rghin
- CIL (Combinatul de industrializare a lemnului) - Reghin, din 1958
- IIL - (Întreprinderea de industrie locală - Ghimbav), ulterior denumită ICA (Întreprinderea de construcții aeronautice)

- ARMV-1 (Atelierele de reparații material volant-1 – Mediaș)
- ARMV-2 (Atelierele de reparații material volant-2 – aerodromul Pipera-București), redenumit din 1959 IRMA (Întreprinderea de reparat material aeronautic)
- URMV-3 (Uzinele de reparații material volant-3 – Brașov, din 1960)
- URA - Bacău (Uzinele de reparații aeronave), a fost profilată pe reparații generale de corpuri cât și de motoare de aeronave de tot felul.

### Planoare

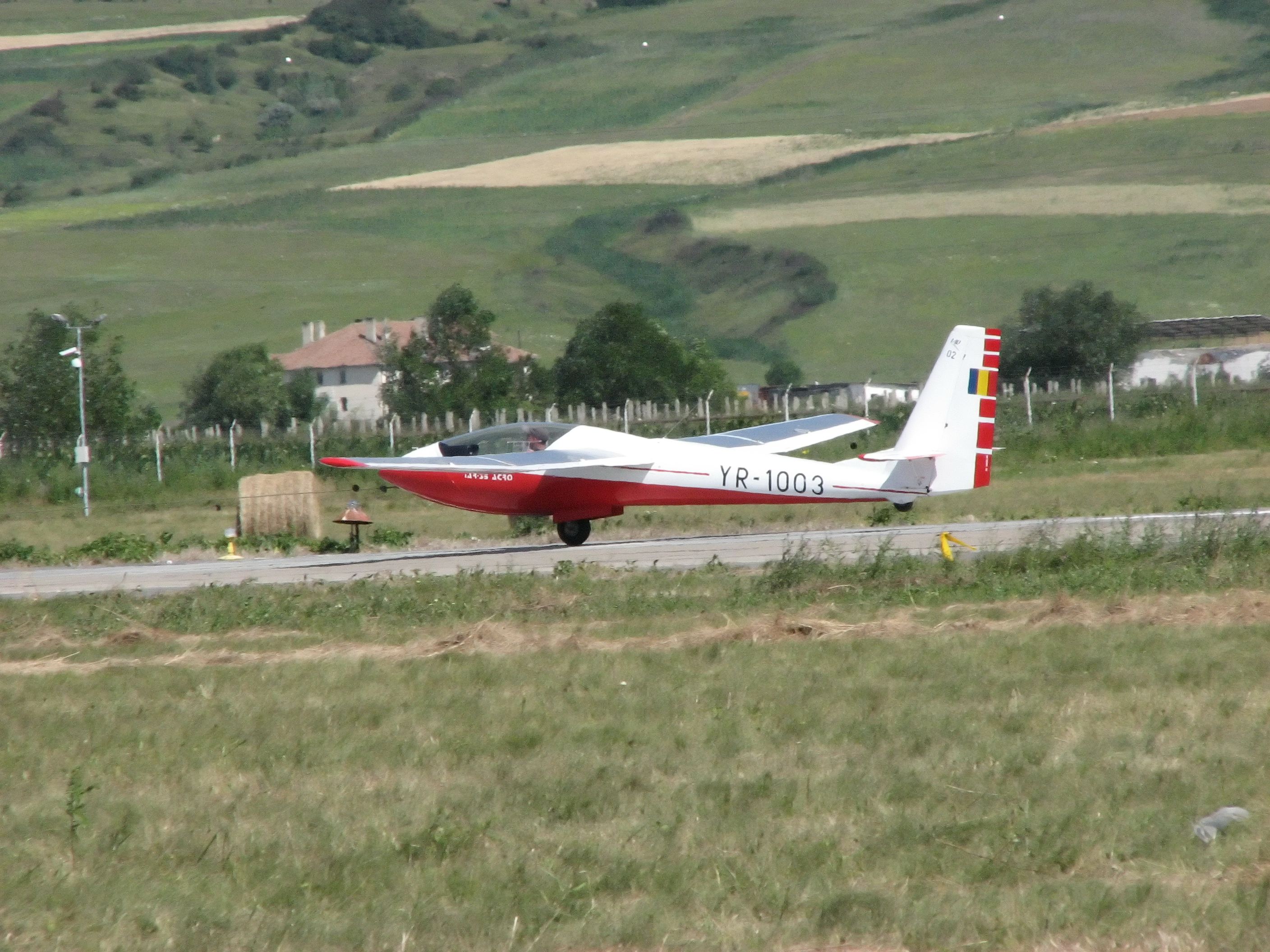
ICA IAR-35

- Planor August 1909, constructor Henry August (Gorj) [5]
- Popoiu GEP, constructor George Popoiu
- RM-1, constructor Radu Manicatide (1926) [6]
- RM-2, constructor Radu Manicatide
- RM-3 cu motor de motocicletă, constructor Radu Manicatide (1931)
- RM-10 tip canard, constructor Radu Manicatide (1943)
- ICAR 1 – planor de școală și pentru antrenament
- ICAR 2 – planor de școală și pentru antrenament
- Kasprzyk Salamandra - 25 exemplare
- Popa OP-1, constructor Ovidiu Popa
- Popa OP-22, constructor Ovidiu Popa
- Planor A Vlaicu Gândacul, constructor Aurel Vlaicu
- Costǎchescu CT-2, constructor Traian Costăchescu
- Giuncu-Popa GP-2, constructori Octavian Giuncu și Ovidiu Popa, producător: Atelierele de Reparații Material Volant - ARMV-2, Pipera, București
- IFIL-Reghin:
  - RG-1 (1950) – Vladimir Novițchi
  - RG-2 Partizan (1950) – Vladimir Novițchi
  - RG-3 Stahanov (1953) – Vladimir Novițchi
  - RG-4 Pionier (1954) – Vladimir Novițchi
  - RG-5 Pescăruș (1956) – Vladimir Novițchi
- CIL Reghin:
  - RG-9 Albatros (1958) – Vladimir Novițchi
- URMV-3 IS-2 – Iosif Șilimon
- URMV-3 IS-3 – Iosif Șilimon
- IIL IS-4 – Iosif Șilimon
- IIL IS-5 – Iosif Șilimon
- IIL IS-7 – Iosif Șilimon
- IIL IS-8 – Iosif Șilimon
- IIL IS-10 – Iosif Șilimon
- IIL IS-11 – Iosif Șilimon
- IIL IS-12 – Iosif Șilimon
- ICA IS-28 – Iosif Șilimon
- ICA IS-29 – Iosif Șilimon
- ICA IS-32 – Iosif Șilimon
- ICA IAR-35